# Mésorégion du Jequitinhonha
La région du Jequitinhonha est l'une des 12 mésorégions de l'État du Minas Gerais. Elle regroupe 51 municipalités groupées en 5 microrégions.

## Données
La région compte 694 120 habitants pour 50 143 km2.

## Microrégions
La mésorégion du Jequitinhonha est subdivisée en 5 microrégions:
- Almenara
- Araçuaí
- Capelinha
- Diamantina
- Pedra Azul